# Masahito Suzuki
Masahito Suzuki (鈴木 正人 Suzuki Masahito?), född 28 april 1977 i Chiba prefektur, är en japansk före detta fotbollsspelare.
Suzuki började sin karriär 2000 i Shonan Bellmare. Han spelade 86 ligamatcher för klubben. 2006 flyttade han till Cerezo Osaka. 2007 blev han utlånad till Tokushima Vortis. Han gick tillbaka till Cerezo Osaka 2008. Han avslutade karriären 2009.